# Mads Pedersen
Pour les articles homonymes, voir Mads Pedersen (homonymie) et Pedersen.
Mads Pedersen (né le 18 décembre 1995) est un coureur cycliste danois, membre de l'équipe Lidl-Trek. En 2019, il devient le premier Danois champion du monde sur route. Il a également remporté le championnat du Danemark sur route en 2017, et terminé deuxième du Tour des Flandres 2018. En 2020, il remporte Gand-Wevelgem, sa première grande classique. En 2022, il gagne une étape du Tour de France, ainsi que trois étapes et le classement par points du Tour d'Espagne. En 2023, il rejoint la liste des cyclistes vainqueurs d'étapes sur les trois grands tours, après sa victoire lors de la sixième étape du Tour d'Italie. Il s'impose à nouveau sur Gand-Wevelgem en 2024 puis 2025.

## Biographie

### Junior et espoir
Mads Pedersen naît le 18 décembre 1995 au Danemark. Durant son enfance, il affectionne le football qu'il pratique en club avant de s'orienter vers le cyclisme. En 2012, pour sa première saison chez les juniors (moins de 19 ans), il rejoint l'équipe danoise Roskilde Junior. Il obtient de nombreuses victoires, dont sept sur le circuit UCI. Pour sa première course internationale, il termine dixième de Paris-Roubaix juniors. Entre avril et mai, il remporte coup sur coup deux courses par étapes de la Coupe des Nations Juniors, le Tour d'Istrie et le Trofeo Karlsberg et termine quatrième de la Course de la Paix juniors. Ses bonnes performances participent grandement à la victoire du Danemark au général de la Coupe des Nations. En juillet, il s'adjuge le classement général du Prix de Saint-Martin Kontich. Considéré comme l'un des favoris, il abandonne le championnat d'Europe et se classe 75e du championnat du monde.
En 2013, pour sa deuxième année chez les juniors, il confirme ses résultats et domine la saison junior en compagnie du Néerlandais Mathieu van der Poel. Il remporte au sprint Paris-Roubaix juniors, puis deux courses par étapes, à savoir la Course de la Paix juniors et le Trofeo Karlsberg (pour la deuxième année consécutive), toutes trois épreuves de la Coupe des Nations Juniors. Le Danemark termine deuxième derrière la France au classement par pays de la Coupe des Nations. Après cette razzia, il se contente de la deuxième place derrière son compatriote Mathias Krigbaum au Prix de Saint-Martin Kontich et lors du Grand Prix Rüebliland derrière van der Poel, en s'adjugeant à chaque fois une victoire d'étape. Trentième du championnat d'Europe, il devient vice-champion du monde derrière son rival van der Poel à Florence.
Il intègre l'équipe continentale Cult Energy Vital Water en 2014, où il participe principalement à des épreuves du calendrier espoir (moins de 23 ans). Il s'impose notamment lors du Grand Prix de Francfort espoirs. La saison suivante, il remporte deux étapes (dont un contre-la-montre par équipes) et se classe deuxième du ZLM Tour, une des épreuves de la Coupe des Nations Espoirs. Il termine également sixième des Quatre Jours de Dunkerque et huitième du Tour des Fjords, deux courses disputées par des équipes World Tour. En fin d'année, il remporte la deuxième étape du Tour de l'Avenir.
En 2016, l'équipe change de nom et devient Stölting Service Group. Avec la sélection danoise, il s'adjuge dans un sprint à quatre Gand-Wevelgem espoirs, l'une des manches de la Coupe des Nations Espoirs. Le directeur sportif de son équipe, André Steensen, voit pour son protégé une carrière prometteuse après ce résultat : « Je suis sûr que cela peut être un grand coureur de classique dans l'avenir ». Il termine ensuite huitième et meilleur jeune des Trois Jours de La Panne,. Repéré lors de la course belge, il signe un contrat avec la formation Trek-Segafredo pour la saison suivante.

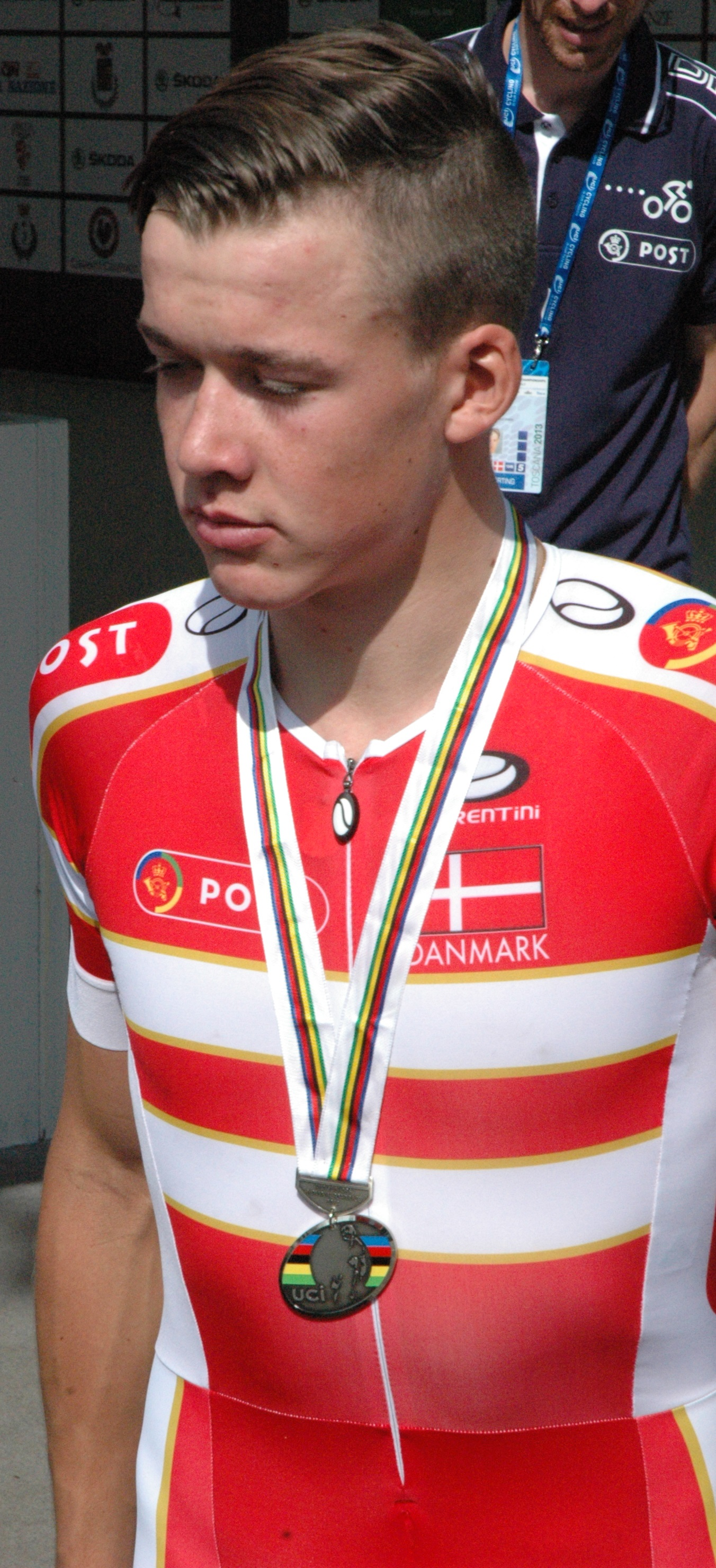
Mads Pedersen en 2013 lors de la course en ligne masculine des juniors aux championnats du monde.
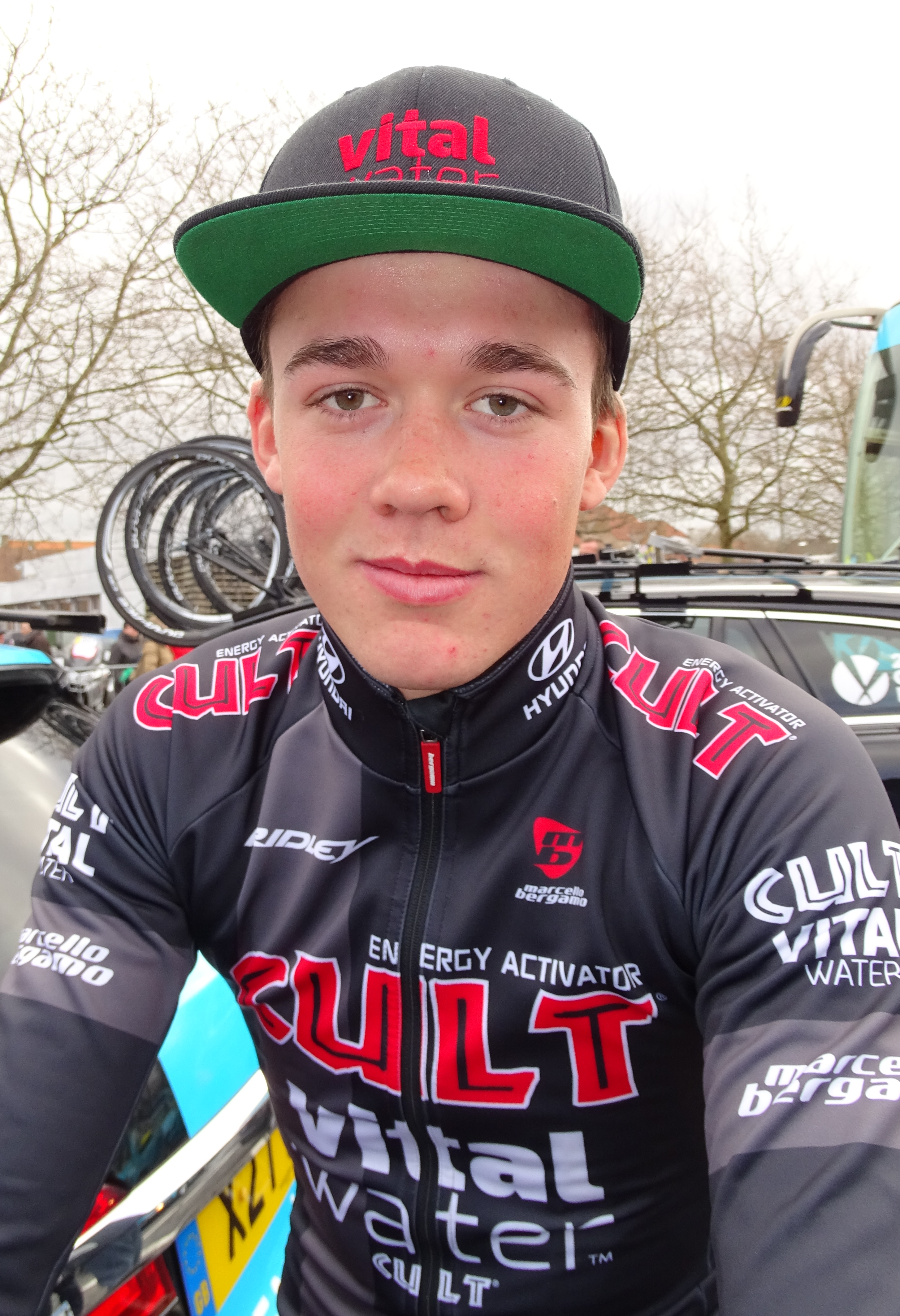
Mads Pedersen lors du départ de la 1re étape des Trois jours de La Panne 2015 à La Panne.
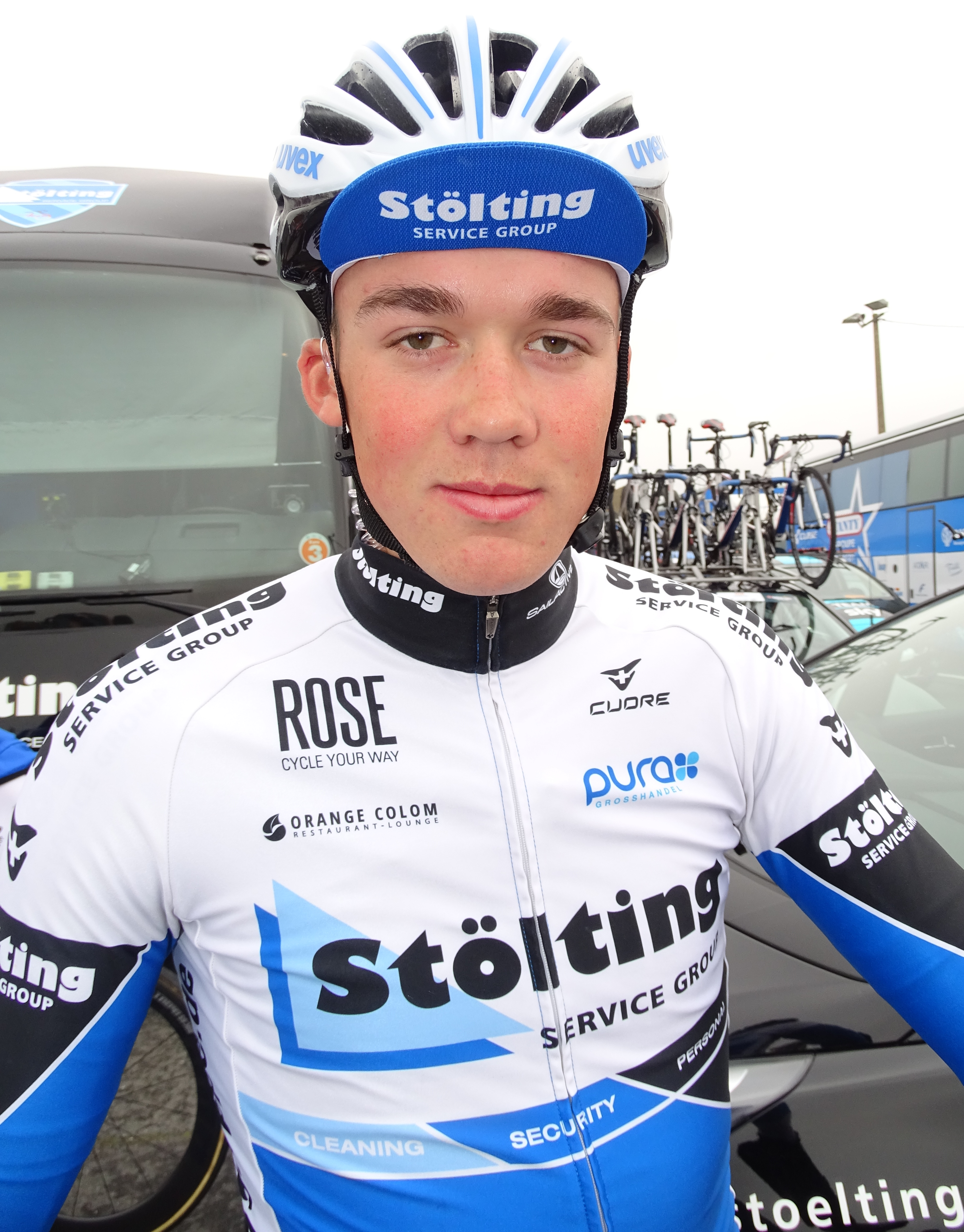
Mads Pedersen lors du départ de la Handzame Classic 2016 à Bredene.
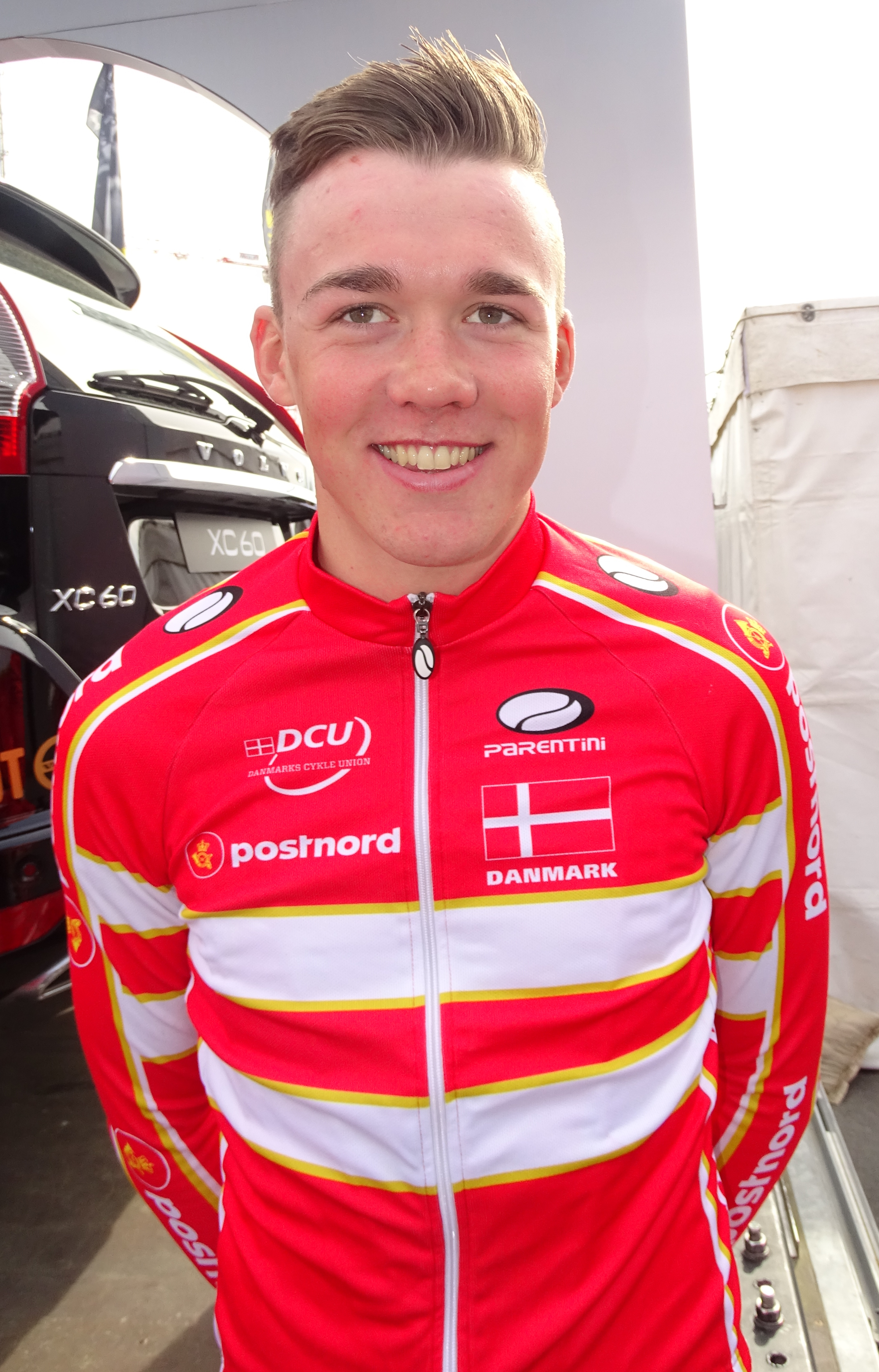
Mads Pedersen lors du Tour des Flandres espoirs 2016 à Audenarde.

### Carrière professionnelle

#### 2017: champion national

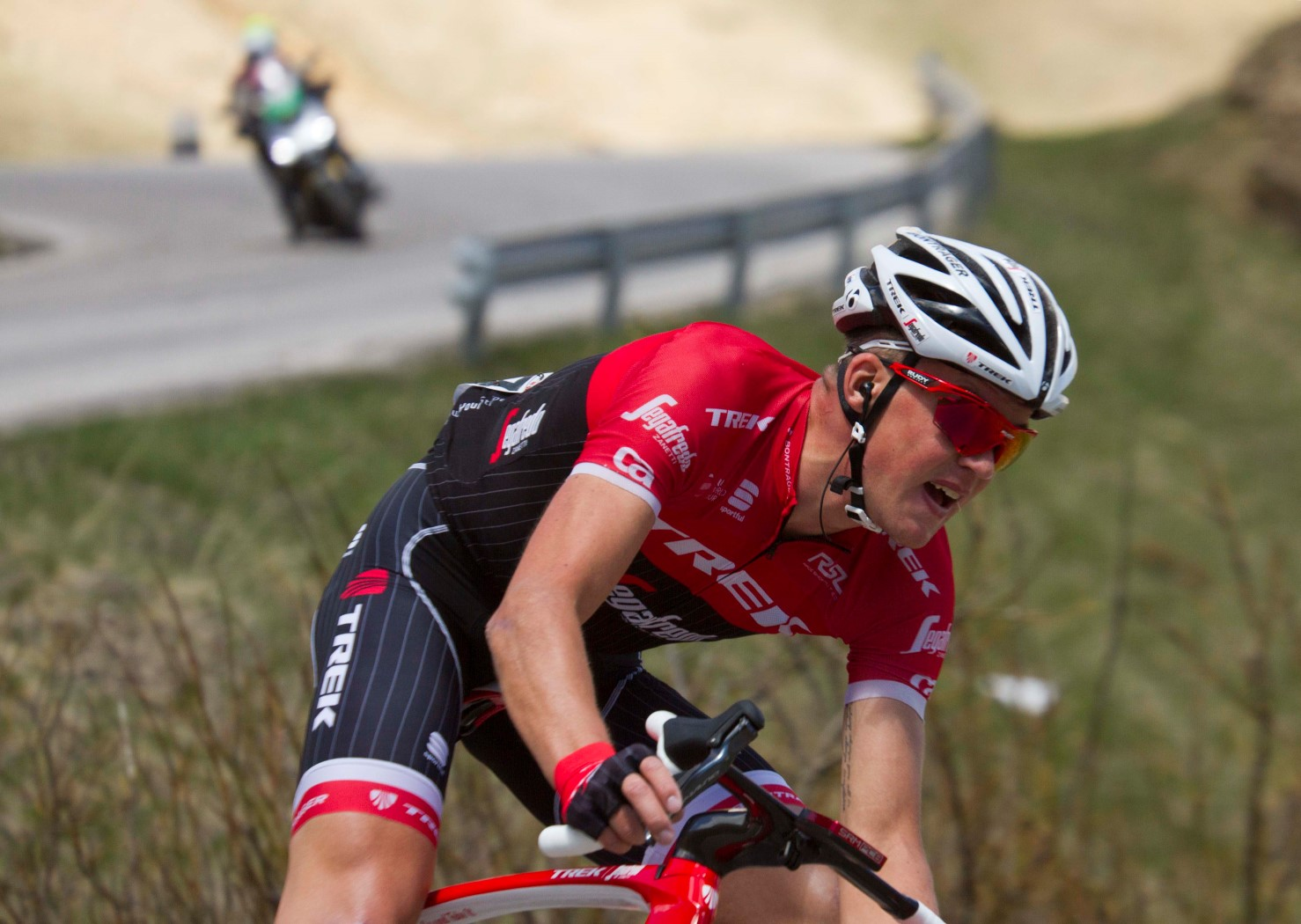
Pedersen lors du Tour d'Italie 2017.

En 2017, pour sa première saison professionnelle, il participe à son premier grand tour, le Tour d'Italie. Il remporte fin juin son championnat national en devancant Nicolai Brøchner et Alexander Kamp, le tenant du titre. En août, grâce à sa victoire dans le contre-la-montre de la 4e étape, il enlève le Tour du Poitou-Charentes. En septembre, il participe au Tour du Danemark où il gagne la 3e étape avant de remporter le classement général deux jours après, gagnant au passage le classement par points et le classement du meilleur jeune.

#### 2018: deuxième du Tour des Flandres
En début d'année 2018, il remporte la deuxième étape de l'Herald Sun Tour. Il se révèle sur les classiques flandriennes, où il finit cinquième d'À travers les Flandres, puis surtout deuxième du Tour des Flandres derrière Niki Terpstra. À 22 ans, il est le plus jeune coureur à monter sur le podium de la course depuis Gregor Braun, troisième à 22 ans en 1978. Freddy Maertens avait également pris la deuxième place en 1973, à 21 ans. Dans la foulée de la course, l'équipe Trek-Segafredo prolonge son contrat jusqu'en 2020. Lors de la deuxième partie de saison, il remporte Fyen Rundt, le contre-la-montre du Tour du Danemark et l'Eurométropole Tour.

#### 2019: champion du monde sur route
Sa première partie de saison 2019 est plus difficile. Fin juillet, il est sélectionné pour représenter son pays aux championnats d'Europe de cyclisme sur route et classe vingt-quatrième de la course en ligne. Le 22 septembre de la même année, il remporte en solitaire le Grand Prix d'Isbergues, disputé sur une chaussée détrempée. Une semaine plus tard, sous un déluge qui conduit à écourter d'une vingtaine de kilomètres la course, il devient champion du monde sur route surprise à Harrogate dans le Yorkshire devant l'Italien Matteo Trentin et le Suisse Stefan Küng. Après que le favori de la course, le Néerlandais Mathieu van der Poel, a été lâché du groupe de tête, Mads Pedersen s'impose et devient ainsi le premier champion du monde sur route danois après les 2e places de Leif Mortensen en 1970, Bo Hamburger en 1997 et Matti Breschel en 2010.

#### 2020: Gand-Wevelgem
Après un début de saison 2020 sans résultats notables, il remporte au mois d'août une étape sur le Tour de Pologne et est en tête de la course pendant un jour. Deux semaines plus tard, il termine quatrième du championnat du Danemark. Il participe ensuite à son premier Tour de France et se classe deuxième du sprint à Nice lors d'une première étape là aussi marquée par un temps exécrable provoquant de nombreuses chutes, derrière Alexander Kristoff, ce qui lui permet d'endosser le maillot blanc de meilleur jeune une journée. Également deuxième au sprint de l'étape sur les Champs-Élysées, il participe dix jours plus tard au BinckBank Tour. Il y gagne une étape et termine cinquième de la course, après avoir perdu le maillot de leader lors du dernier jour. Une semaine après, il remporte Gand-Wevelgem, sa première classique de niveau UCI World Tour.

#### 2021: Kuurne-Bruxelles-Kuurne
Lors de la saison 2021, il gagne au sprint Kuurne-Bruxelles-Kuurne et après deux podiums sur les étapes inaugurales de Paris-Nice, il termine deuxième de la Bredene Koksijde Classic derrière Tim Merlier. Il ne peut défendre son titre sur Gand-Wevelgem, car Trek-Segafredo est forfait en raison de plusieurs cas de COVID-19 dans l'équipe. En juin, il participe au Tour de France où il est désigné sprinteur de l'équipe, mais ne parvient pas à faire mieux que huitième sur la 4e étape. À la mi-août, il retrouve le chemin du succès lors du Tour du Danemark (vainqueur de la deuxième étape et deuxième du général derrière Remco Evenepoel) et du Tour de Norvège (une victoire d'étape). Troisième du Tour de l'Eurométropole, il est malchanceux sur Paris-Roubaix avec une lourde chute alors qu'il était aux avant-postes.

#### 2022: 4 étapes de grands tours
Il franchit un cap en 2022 en décrochant dix succès et de nombreux tops 10 sur les classiques. Il commence sa saison en France avec une deuxième place au Grand Prix La Marseillaise, ainsi qu'une victoire d'étape sur l'Étoile de Bessèges-Tour du Gard et Paris-Nice. Il est ensuite successivement sixième de Milan-San Remo, septième de Gand-Wevelgem et huitième du Tour des Flandres. Dans la foulée, il gagne deux étapes du Circuit Cycliste Sarthe-Pays de la Loire et le Fyen Rundt. En juin, il est leader pendant trois jours du Tour de Belgique, après sa victoire sur la première étape. Il est ensuite deuxième du championnat du Danemark sur route derrière son coéquipier Alexander Kamp. Le 15 juillet, il remporte lors d'un sprint à trois sa première victoire sur le Tour de France, lors de la 13e étape à Saint-Étienne. Il termine sa saison avec un Tour d'Espagne de haut niveau, où il gagne trois étapes, termine deuxième de quatre autres étapes et remporte logiquement le classement par points. En fin de saison, souhaitant éviter le voyage pour l'Australie, il renonce au championnat du monde sur route.

#### 2023: Cyclassics Hamburg et deux étapes de grands tours

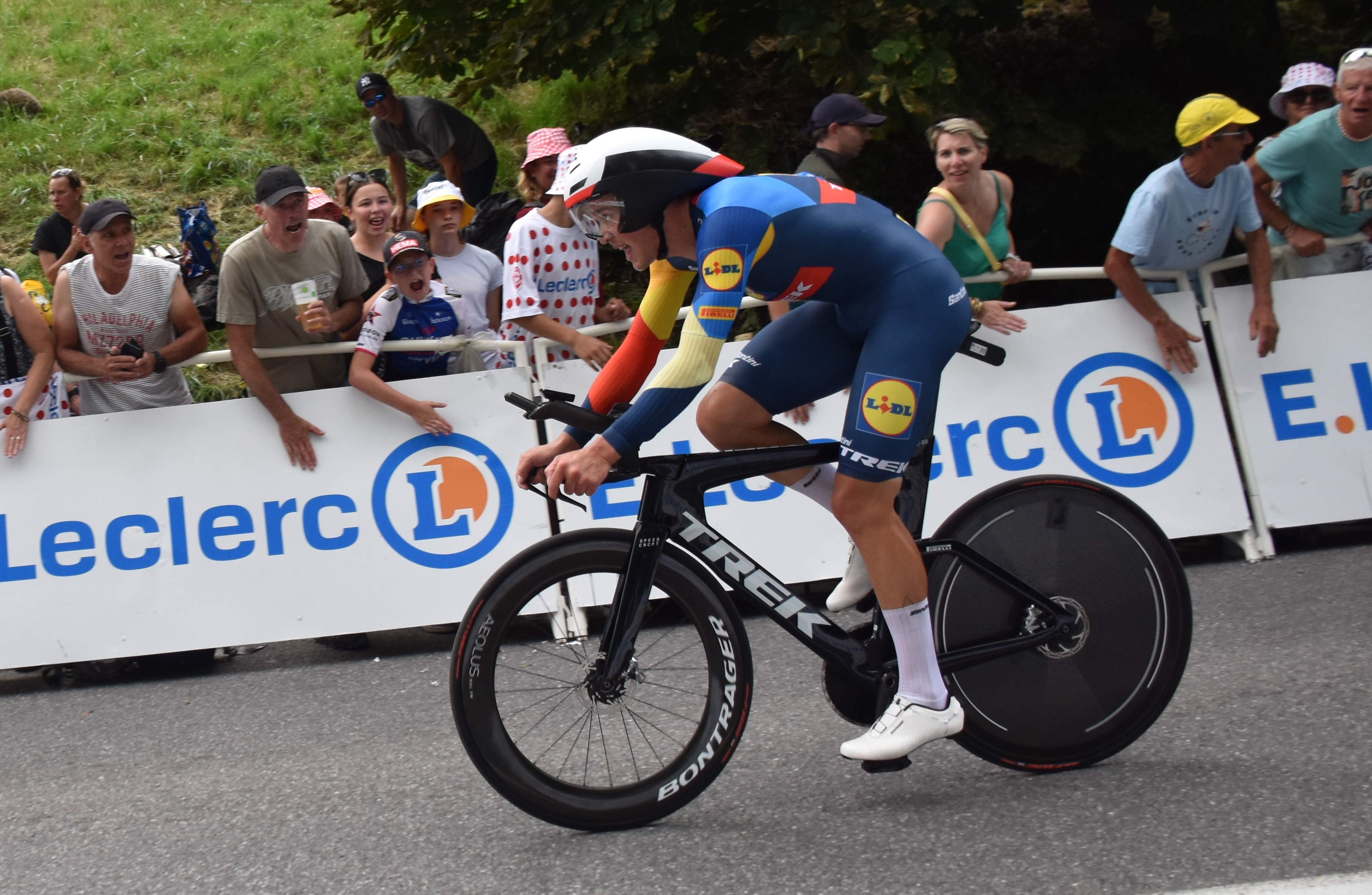
Mads Pedersen - Tour de France 2023 - Contre la montre individuel.

La saison 2023 de Pedersen est tournée vers le Tour d'Italie. Il annonce clairement son envie de remporter chaque classement par points sur les trois grands tours. Il reprend la compétition au mois de février à l'occasion de l'Étoile de Bessèges où il obtient une victoire d'étape sur le contre-la-montre final à Alès. Il poursuit avec Paris-Nice où il signe plusieurs podiums et remporte la 2e étape à Fontainebleau. Lors de la campagne des classiques, le Danois se montre présent en terminant 6e de Milan-San Remo, 3e du Tour des Flandres et 4e de Paris-Roubaix. Quelques semaines plus tard, il remporte la sixième étape du Tour d'Italie à Naples et devient le 104e coureur vainqueur d'étape sur les trois grands tours. Il a réalisé la performance en 301 jours. Seul Daniele Bennati a fait mieux en 292 jours. Diminué par une trachéite, il ne prend pas le départ de la treizième étape. Il remporte la 8e étape du Tour de France à Limoges, vainqueur d'un sprint royal, et termine à la deuxième place du classement par points derrière Jasper Philipsen. Membre du dernier carré lors de la course en ligne aux championnats du monde à Glasgow, il doit laisser filer Mathieu van der Poel vers le titre et termine quatrième, ratant le podium et la médaille. Le 19 août, il remporte la 5e étape disputée contre-la-montre et le classement général du Tour du Danemark puis s'impose le lendemain à la Cyclassics Hamburg renommée Bemer Classic, sa seconde victoire dans une classique UCI World Tour après Gand-Wevelgem en 2020. Au terme de la saison, il s’adjuge la sixième place du classement mondial UCI 2023.

#### 2024: deuxième Gand-Wevelgem
Mads Pedersen commence sa saison en France en février par l'Étoile de Bessèges-Tour du Gard. Victorieux d'une étape, il gagne également le classement général avec deux secondes de marge sur Kévin Vauquelin. Il enchaîne par une victoire au Tour de La Provence, agrémentée de victoires sur le prologue et deux des trois étapes. Pedersen commence les classiques par une quatrième place sur Milan-San Remo. Dans le cadre de sa préparation à Paris-Roubaix, son grand objectif de la saison, Pedersen s'aligne sur Gand-Wevelgem. Lors d'une épreuve où Lidl-Trek montre une supériorité collective, il n'est plus accompagné que par Mathieu van der Poel à l'issue de la dernière ascension du mont Kemmel. Les deux coureurs terminent la course ensemble et Pedersen remporte la victoire après un sprint lancé à 300 mètres de la ligne d'arrivée. Le 7 avril, il termine troisième de Paris-Roubaix derrière le duo d'Alpecin-Deceuninck constitué de Mathieu van der Poel, autoritaire vainqueur en solitaire, et de Jasper Philipsen qui n'a logiquement pas mené la poursuite et le bat dans un sprint à quatre. Le 2 juin, il gagne au sprint la 1re étape du Critérium du Dauphiné à Saint-Pourçain-sur-Sioule.
Il aborde le Tour de France en ayant le maillot vert du classement par points comme objectif. Alors qu'il est placé dans ce classement, il chute lors de la cinquième étape et se blesse à l'épaule gauche, ce qui le contraint à ne pas prendre le départ de la huitième étape.
Pour son retour à la compétition en août, il est 20e de la course en ligne des Jeux olympiques. Lors du Tour d'Allemagne, il remporte deux étapes et le classement général. Il gagne ensuite une étape du Tour de Luxembourg, puis se classe 13e des mondiaux en Suisse.

#### 2025: troisième Gand-Wevelgem

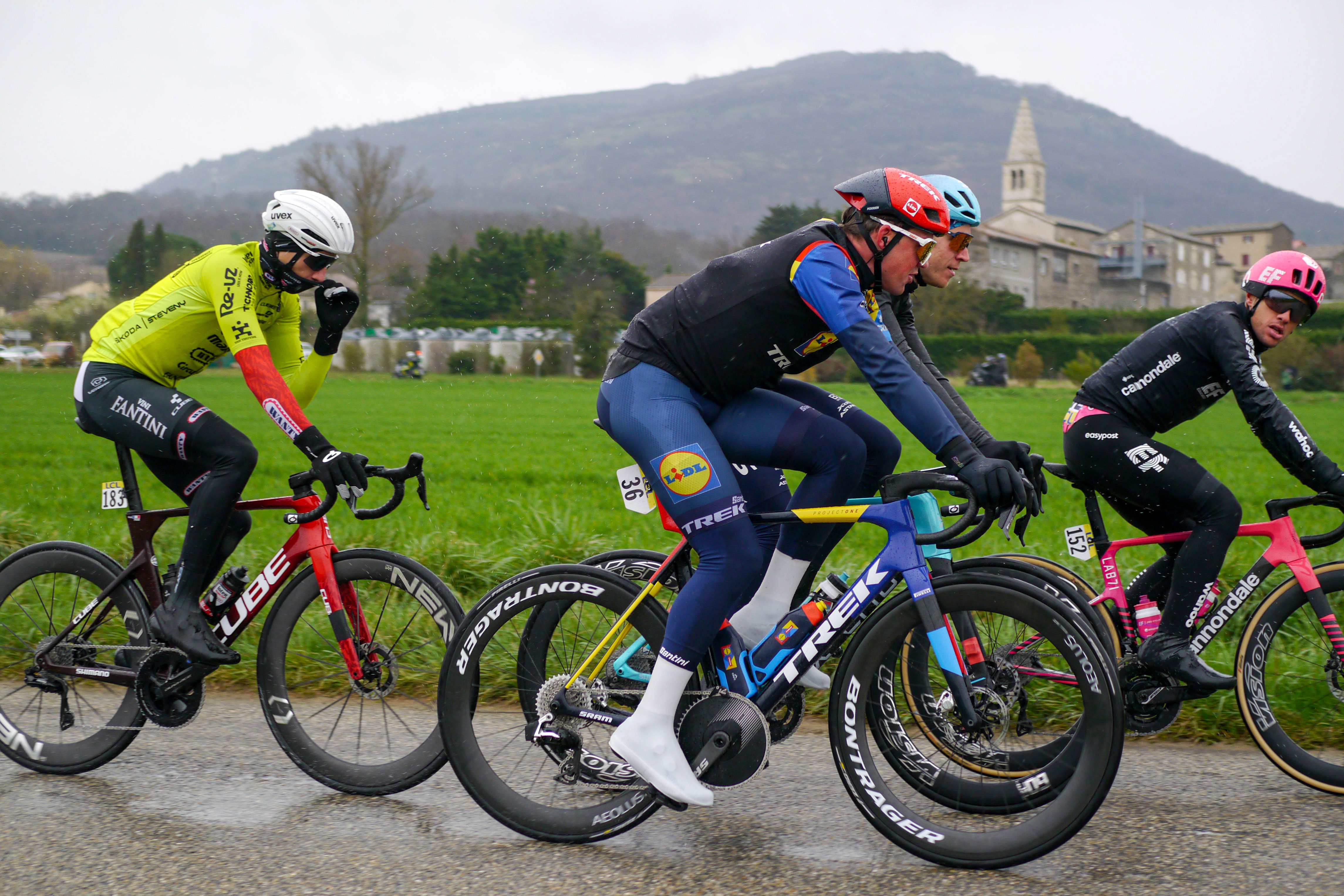
Mads Pedersen à Paris-Nice 2025 (6e étape)

Mads Pedersen commence sa saison sur l'Étoile de Bessèges-Tour du Gard comme l’année précédente. Malade, il termine hors du Top 100 les deux premiers jours et ne prend pas le départ de la 3e étape. Quelques jours plus tard, il prend part au Tour de La Provence avec l'étiquette de tenant du titre et de favori pour le classement général. Il remporte la 2e étape et le classement général de cette course inscrite au calendrier de l’UCI Europe Tour. Toujours en France, Pedersen commence sa saison en World Tour à l'occasion de Paris-Nice. Il termine 12e et 3e des deux premières étapes au sprint. Après le contre-la-montre par équipe, il se met au service de son leader Mattias Skjelmose lors des deux étapes suivantes. Lors de la 6e étape, l'équipe Visma-Lease a Bike provoque des bordures dans la descente de la côte des Baux-de-Provence, Pedersen ne se fait pas piéger et règle au sprint un groupe d'une douzaine d'hommes à Berre-l'Étang et prend avec une avance d'un point le maillot vert à Tim Merlier, absent du groupe de tête. Troisième du classement général, Skjelmose abandonne la course sur chute le lendemain, le maillot vert s'accroche dans la montée finale vers Auron et finit 10e de l'étape. Le dernier jour, après de nombreuses tentatives, il parvient enfin à s'échapper dans la descente du col de la Porte et reste en tête durant une bonne partie de l'étape, en remportant au passage le sprint intermédiaire au sommet du col d'Èze, s'assurant ainsi de gagner le classement par points. Il est finalement distancé dans le col des Quatre Chemins et termine 20e de l'étape, tout en étant logiquement sacré combatif du jour.
Il va ensuite se concentrer sur les classiques printanières. Sur Milan-San Remo, il doit laisser filer dans la Cipressa Tadej Pogačar, Mathieu van der Poel et Filippo Ganna, puis termine 4e du sprint du peloton et donc 7e de la course. Les semaines suivantes, il se met en évidence lors des classiques flandriennes. Il est le dernier à tenir tête à Mathieu van der Poel à l'E3 Saxo Bank Classic et termine en solitaire à la deuxième place à un peu plus d'une minute du Néerlandais. Le 30 mars, à Gand-Wevelgem, il attaque dans le Mont Kemmel et accomplit un raid de plus de 50 kilomètres en tête et en solitaire pour remporter une troisième fois cette classique et en devenir l'un des recordmen de victoires. Trois jours plus tard, il est piégé par l'équipe Visma Lease a Bike qui place trois hommes en tête et termine cinquième d'A Travers les Flandres en remportant le sprint du premier groupe de chasse. Le 6 avril, il termine deuxième du Tour des Flandres, remportant un sprint à quatre pour la deuxième place devant Mathieu van der Poel à une minute de l'inaccessible Tadej Pogačar. Une semaine plus tard, sur Paris-Roubaix, il fait partie des cinq hommes de tête quand il est éliminé de la course à la victoire sur crevaison à 71 kilomètres de l'arrivée. Relégué dans le groupe de chasse derrière Mathieu van der Poel et Tadej Pogačar, il gagne le sprint pour la troisième place devant Wout van Aert.
Après les classiques, Pedersen s'engage sur le Tour d'Italie. Il remporte la première étape et s’empare du maillot rose qu’il perd le lendemain lors du contre-la-montre. Pour conclure ce premier week-end de course en Albanie, le Danois reprend le maillot rose en s'imposant à Vlorë. De retour en Italie, il termine 4e du sprint massif. Le lendemain matin, Mads Pedersen annonce avoir signé un contrat à vie avec l'équipe Lidl-Trek. Il célèbre la nouvelle en levant à nouveau les bras sur l'étape du jour, avant de perdre son maillot rose deux jours plus tard, lors de la première arrivée au sommet. Les jours suivants, il se met au service de son leader Giulio Ciccone, y compris sur la 9e étape et ses sections empierrées. Pedersen termine ensuite 4e de la 12e étape, puis enchaîne avec une nouvelle victoire d'étape. Depuis la 1re étape jusqu'à la dernière étape, il est en tête du classement par points du Tour d'Italie et remporte donc le maillot cyclamen, son second classement par points sur un grand tour.
Il reprend la compétition à la fin du mois de juin au Danemark. Il se classe dans un premier temps 40e de la première édition du Copenhagen Sprint. Pedersen devient ensuite champion national du contre-la-montre, avant de prendre la médaille d'argent sur la course en ligne.

## Caractéristiques
Sa principale qualité est d'être un bon rouleur contre-la-montre, capable de rouler vite sur des longues distances. En 2018, son directeur sportif Alain Gallopin, considère qu'« il va très vite se positionner dans les dix meilleurs mondiaux de la spécialité ». Il a également une bonne pointe de vitesse, lui permettant de s'imposer au sprint dans un groupe et même dans un peloton.
Il est à l'aise dans les conditions extrêmes, c'est-à-dire le froid et la pluie, ce qui le place comme un coureur apte à briller sur les classiques flandriennes et lui permet de décrocher le titre mondial en 2019. Un temps en difficulté lors des grandes chaleurs, sa victoire lors de la treizième étape du Tour de France 2022 confirme ses progrès en la matière.

## Palmarès et classements mondiaux

### Palmarès amateur
| - 2011 - Critérium Européen des Jeunes - 2012 - Tour d'Istrie : - Classement général - 3e étape - Trofeo Karlsberg : - Classement général - 3ea étape (contre-la-montre) - Prix de Saint-Martin Kontich : - Classement général - 1re (contre-la-montre), 3e (contre-la-montre par équipes) et 5e étapes - 1re étape du Rothaus Regio-Tour (contre-la-montre par équipes) - 3e de Liège-La Gleize - 2013 - Paris-Roubaix juniors - 3e étape de la Ster van Zuid-Limburg - Course de la Paix juniors : - Classement général - 2ea (contre-la-montre) et 4e étapes - Trofeo Karlsberg : - Classement général - 3ea (contre-la-montre), 3eb et 4e étapes - 3ea (contre-la-montre par équipes) et 4e étapes du Prix de Saint-Martin Kontich - 2eb étape de Liège-La Gleize - 4e étape du Grand Prix Rüebliland - 4e étape du Giro della Lunigiana - 2e de la Ster van Zuid-Limburg - 2e du Prix de Saint-Martin Kontich - 2e du Grand Prix Rüebliland - 2e du championnat du Danemark sur route juniors - Médaillé d'argent du championnat du monde sur route juniors | - 2014 - Grand Prix de Francfort espoirs - 2e du championnat du Danemark du contre-la-montre par équipes - 3e du championnat du Danemark du contre-la-montre espoirs - 2015 - 2e (contre-la-montre par équipes) et 3e étapes du ZLM Tour - 2e étape du Tour de l'Avenir - 2e du ZLM Tour |  |

### Palmarès professionnel
| - 2016 - Gand-Wevelgem espoirs - 3e étape du Tour de Norvège - Fyen Rundt - 2017 - Champion du Danemark sur route - Tour du Poitou-Charentes : - Classement général - 4e étape (contre-la-montre) - Tour du Danemark : - Classement général - 3e étape - 2018 - 2e étape de l'Herald Sun Tour - Fyen Rundt - 4e étape du Tour du Danemark (contre-la-montre) - Eurométropole Tour - 2e du Tour des Flandres - 5e d'À travers les Flandres - 2019 - Champion du monde sur route - Grand Prix d'Isbergues - 2020 - 2e étape du Tour de Pologne - 3e étape du BinckBank Tour - Gand-Wevelgem - 5e du BinckBank Tour - 2021 - Kuurne-Bruxelles-Kuurne - 2e étape du Tour du Danemark - 3e étape du Tour de Norvège - 2e de la Bredene Koksijde Classic - 2e du Tour du Danemark - 3e du Tour de l'Eurométropole - 2022 - 1re étape de l'Étoile de Bessèges-Tour du Gard - 3e étape de Paris-Nice - 1re et 3e étapes du Circuit Cycliste Sarthe-Pays de la Loire - Fyen Rundt - 1re étape du Tour de Belgique - 13e étape du Tour de France - Tour d'Espagne : - Classement par points - 13e, 16e et 19e étapes - 2e du Grand Prix La Marseillaise - 2e du championnat du Danemark sur route - 3e du Grand Prix Herning - 6e de Milan-San Remo - 7e de Gand-Wevelgem - 8e du Tour des Flandres - 10e du championnat d'Europe sur route - 2023 - 5e étape de l'Étoile de Bessèges-Tour du Gard (contre-la-montre) - 2e étape de Paris-Nice - 6e étape du Tour d'Italie - 8e étape du Tour de France - Tour du Danemark : - Classement général - 5e étape (contre-la-montre) - Bemer Cyclassics - 2e du Grand Prix d'Isbergues - 3e du Tour des Flandres - 3e du Tour de Münster - 4e du championnat du monde sur route - 4e de Paris-Roubaix - 5e de Gand-Wevelgem - 5e d'À travers les Flandres - 6e de Milan-San Remo - 7e du championnat d'Europe sur route | - 2024 - Étoile de Bessèges-Tour du Gard : - Classement général - 3e étape - Tour de La Provence : - Classement général - Prologue, 1re et 2e étapes - Gand-Wevelgem - 1re étape du Critérium du Dauphiné - Tour d'Allemagne : - Classement général - 3e et 4e étapes - 2e étape du Tour de Luxembourg - 3e de Paris-Roubaix - 4e de Milan-San Remo - 6e du championnat d'Europe sur route - 2025 - Champion du Danemark du contre-la-montre - Tour de La Provence : - Classement général - 2e étape - 6e étape de Paris-Nice - Gand-Wevelgem - Tour d'Italie : - Classement par points - 1re, 3e, 5e et 13e étapes - Tour du Danemark : - Classement général - 1re, 4e et 5e étapes - 2e de l'E3 Saxo Bank Classic - 2e du Tour des Flandres - 2e du championnat du Danemark sur route - 3e de Paris-Roubaix - 5e d'À travers les Flandres - 7e de Milan-San Remo |  |

### Résultats sur les grands tours

#### Tour de France
5 participations
- 2020 : 124e
- 2021 : 137e
- 2022 : 99e, vainqueur de la 13e étape
- 2023 : 105e, vainqueur de la 8e étape
- 2024 : non-partant (8e étape)

#### Tour d'Italie
4 participations
- 2017 : 138e
- 2018 : 140e
- 2023 : non-partant (13e étape), vainqueur de la 6e étape
- 2025 : 90e, vainqueur des 1re, 3e, 5e et 13e étapes,  vainqueur du classement par points et  maillot rose pendant 5 jours

#### Tour d'Espagne
1 participation
- 2022 : 102e,  vainqueur du classement par points, vainqueur des 13e, 16e et 19e étapes

### Résultats sur les classiques
Ce tableau présente les résultats de Mads Pedersen sur les courses d'un jour de l'UCI World Tour auxquelles il a participé, ainsi qu'aux différentes compétitions internationales.
| Légende | Légende | Légende | Légende     | Légende | Légende              | Légende | Légende       | Légende | Légende     |
| ------- | ------- | ------- | ----------- | ------- | -------------------- | ------- | ------------- | ------- | ----------- |
| AB      | Abandon | HD      | Hors-délais | -       | Pas de participation | ×       | Pas d'épreuve | NP      | Non-partant |

| Année | Cadel Evans Great Ocean Road Race | Circuit Het Nieuwsblad | Strade Bianche | Milan-San Remo (Mo) | Trois Jours de Bruges-La Panne | Grand Prix E3 | Gand-Wevelgem | À travers les Flandres | Tour des Flandres (Mo) | Paris-Roubaix (Mo) | Flèche wallonne | Liège- Bastogne-Liège (Mo) | Eschborn-Francfort | RideLondon-Surrey Classic | Cyclassics Hamburg | Bretagne Classic | JO - course en ligne | Europe - course en ligne | Mondial - course en ligne |
| ----- | --------------------------------- | ---------------------- | -------------- | ------------------- | ------------------------------ | ------------- | ------------- | ---------------------- | ---------------------- | ------------------ | --------------- | -------------------------- | ------------------ | ------------------------- | ------------------ | ---------------- | -------------------- | ------------------------ | ------------------------- |
| 2016  | -                                 | 39e                    | -              | -                   | ×                              | -             | -             | 15e                    | -                      | -                  | Ab.             | -                          | -                  | -                         | 123e               | -                | -                    | -                        | -                         |
| 2017  | 66e                               | Ab.                    | Ab.            | -                   | ×                              | 90e           | -             | 150e                   | -                      | 95e                | -               | -                          | 43e                | HD                        | 126e               | Ab.              | ×                    | -                        | Ab.                       |
| 2018  | Ab.                               | 92e                    | Ab.            | -                   | -                              | Ab.           | Ab.           | 5e                     | 2e                     | 71e                | -               | -                          | -                  | -                         | -                  | -                | ×                    | Ab.                      | -                         |
| 2019  | -                                 | 105e                   | -              | -                   | 145e                           | Ab.           | 33e           | 89e                    | Ab.                    | 51e                | -               | -                          | -                  | -                         | 15e                | -                | ×                    | 24e                      | Vainqueur                 |
| 2020  | 16e                               | 66e                    | -              | -                   | ×                              | ×             | Vainqueur     | 59e                    | ×                      | -                  | Ab.             | ×                          | ×                  | ×                         | ×                  | -                | ×                    | -                        | -                         |
| 2021  | ×                                 | 112e                   | -              | -                   | -                              | Ab.           | NP            | -                      | Ab.                    | Ab.                | -               | -                          | -                  | ×                         | ×                  | -                | -                    | -                        | Ab.                       |
| 2022  | ×                                 | -                      | -              | 6e                  | -                              | 24e           | 7e            | 69e                    | 8e                     | Ab.                | -               | -                          | -                  | ×                         | -                  | -                | ×                    | 10e                      | -                         |
| 2023  | -                                 | -                      | -              | 6e                  | -                              | 14e           | 5e            | 5e                     | 3e                     | 4e                 | -               | -                          | -                  | ×                         | Vainqueur          | -                | ×                    | 7e                       | 4e                        |
| 2024  | -                                 | -                      | -              | 4e                  | -                              | 11e           | Vainqueur     | Ab.                    | 22e                    | 3e                 | -               | -                          | -                  | ×                         | -                  | -                | 20e                  | 6e                       | 13e                       |
| 2025  | -                                 | -                      | -              | 7e                  | -                              | 2e            | Vainqueur     | 5e                     | 2e                     | 3e                 | -               | -                          | -                  | ×                         |                    |                  | ×                    |                          |                           |

### Classements mondiaux
| Année                                 | 2014 | 2015 | 2016 | 2017 | 2018 | 2019 | 2020 | 2021 | 2022 | 2023 | 2024 |
| ------------------------------------- | ---- | ---- | ---- | ---- | ---- | ---- | ---- | ---- | ---- | ---- | ---- |
| UCI World Tour                        |      |      | nc   | 406e | 72e  |      |      |      |      |      |      |
| Classement mondial                    |      |      | 272e | 145e | 68e  | 93e  | 31e  | 75e  | 20e  | 6e   | 12e  |
| UCI Europe Tour                       | 337e | 157e | 145e | 46e  | 65e  | 75e  | 27e  | 63e  | 16e  | 6e   | 10e  |
| UCI Asia Tour                         | nc   | nc   | 208e | nc   | nc   |      |      |      |      |      |      |
| UCI Oceania Tour                      | nc   | nc   | nc   | nc   | 55e  |      |      |      |      |      |      |
|                                       |      |      |      |      |      |      |      |      |      |      |      |
| Légende : nc = non classéSource : UCI |      |      |      |      |      |      |      |      |      |      |      |

## Récompenses
- Sportif danois de l'année : 2019
- Cycliste danois de l'année : 2019 et 2023